# Ояма, Хэйитиро
Хэйитиро Ояма (яп. 大山平一郎; род. 31 июля 1947, Киото, Япония) — японско-американский альтист и дирижёр.

## Биография
Ояма Хэйитиро родился 31 июля 1947 года в Киото, Япония. Сын Хэйитиро и Суми Оямы. Переехал в Соединенные Штаты в 1970 году.
Хейитиро Ояма был внесен в список выдающихся музыкальных педагогов, альтистов и дирижеров Marquis Who's Who.
Есть сын — Синъитиро Аллен Ояма.

## Образование
Учился в Высшей музыкальной школе Тохо на отделении скрипки под руководством Тосии Это, Сабуро Суми и Хидэо Сайто, затем в Гилдхоллской школе музыки у Ифры Нимана, Уильяма Плита и Тёрстона Дарта и наконец в школе музыки Индианского университета у Джозефа Гингольда, Руджеро Риччи, Франко Гулли (скрипка), Уильяма Примроуза (альт), Яноша Штаркера и Менахема Пресслера (камерный ансамбль). В 1968 г. выиграл в Лондоне Международный конкурс скрипачей имени Карла Флеша. В 1970 году получил степень бакалавра искусств.
Будучи студентом, выиграл Национальный музыкальный конкурс Японии (1966), музыкальную стипендию Британского совета (1968), Международный конкурс скрипачей имени Карла Флеша (1968), конкурс Бетховена Би-би-си (1969), а также конкурсы скрипки и альта в Университете Индианы (1971).

## Карьера
В 1979 году был назначен главным альтистом Лос-Анджелесского филармонического оркестра под руководством Карло Марии Джулини, эту должность он занимал в течение 13 лет.
В 1981 году он начал дирижировать молодежным струнным оркестром школы наук и искусств «Перекресток».
В 1983 году был назначен музыкальным руководителем и дирижером камерного оркестра Санта-Барбары.
В 1986 году Ояма был назначен помощником дирижера филармонического оркестра Лос-Анджелеса под руководством маэстро Андре Превина. Он занимал эту должность в течение 4 лет и дирижировал филармонией на многих концертах, включая абонементные концерты в музыкальном центре Лос-Анджелеса, Hollywood Bowl и Лос-Анджелесском филармоническом институте.
Также является главным дирижером Симфонического оркестра Кюсю в Фукуоке, Япония.
Он также занимал должности:
- главного дирижера музыкального фестиваля Round Top в Техасе;
- музыкального руководителя и дирижера Северо-Западного камерного оркестра в Сиэтле;
- музыкального руководителя и дирижера камерного оркестра Каюга[англ.]камерного оркестра Каюга в Нью-Йорке;
- художественного руководителя фестиваля камерной музыки в Санта-Фе;
- общества камерной музыки Луизианы Джоллаэто.

Являлся профессором музыки в школьной системе Калифорнийского университета более 30 лет.
В 1990 году Ояма дебютировал в Европе как дирижер с оркестром Лионской оперы и на двух концертах с Королевским филармоническим оркестром в Королевском фестивальном зале в Лондоне.
За время своей карьеры дирижировал:
- симфоническим оркестром Сан-Диего;
- Балтиморским симфоническим оркестром;
- Сингапурским симфоническим оркестром;
- симфоническим оркестром Нью-Мексико;
- камерным оркестром Огайо;
- Бранденбургским симфоническим оркестром (Германия);
- симфоническим оркестром Хейла (Англия);
- симфоническим оркестром Саппоро[англ.];
- симфоническим оркестром Киото;
- оркестром музыкальной школы Тохо (Япония);
- Нью-Йоркским камерным оркестром[англ.];
- камерным оркестром Лос-Анджелеса[англ.];
- камерным оркестром Милуоки;
- оркестром Королевской академии Симфониетта (Англия);
- а также дирижировал симфоническим оркестром Сан-Франциско на фестивале «Мокрые чернила».

В 1992 году он также сопровождал Азиатско-Американский симфонический оркестр в турне по Японии.
Ояма всегда был востребован как альтист и выступал по всей территории Соединенных Штатов и за рубежом в качестве солиста и камерного музыканта на фестивалях, включая фестиваль Казальса, Международный фестиваль Кухумо (Финляндия), Международный музыкальный фестиваль Йоханнесена (Канада), музыкальный фестиваль Окинава Мун Бич (Япония), фестивали в Брешии и Бергамо (Италия), музыкальный фестиваль в Сарасоте и фестиваль камерной музыки в Караморею.
Он сотрудничал со многими солистами по всему миру, включая Линна Харрелла, Гидона Кремера, Раду Лупу, Линетт Сих, Айзека Стерна и Александра Суптеля.

## Работы
Важнейшая из дирижёрских записей Оямы — все фортепианные концерты Людвига ван Бетховена с пианистом Такахиро Сонодой и Симфоническим оркестром Кюсю. Как альтист он участвовал в записи фортепианных квартетов Вольфганга Амадея Моцарта (1990), в которой партию фортепиано исполнял Андре Превин.